# Takamasa Sugiyama
Takamasa Sugiyama (japanisch 杉山 天真 Sugiyama Takamasa; * 26. Juni 1998 in der Präfektur Nara) ist ein japanischer Fußballspieler.

## Karriere
Sugiyama erlernte das Fußballspielen in der Jugendmannschaft von Gamba Osaka. Die U23-Mannschaft des Vereins spielte in der dritten Liga, der J3 League. Bereits als Jugendspieler absolvierte er drei Drittligaspiele.